# Золмс
Золмс (на немски: Solms) е град в Хесен, Германия, с 13 456 жители (към 31 декември 2015). Намира се западно от Вецлар.
За пръв път е споменат в документи през 788 г.